# Појас (свештенички)
Појас је део богослужбене одежде којом се православни свештеници опасују привезујући стихар и епитрахиљ. За појас се привезује и надбедреник. Најчешће је украшен, а на средини појаса налази се ушивен крст (свештенослужитељу належе на стомак).
Појас символички представља снагу коју је Исус Христос дао свештенослужитељима да савладају пожуде тела, а подсећа и на повез којим је Христос био повезан када је прао ноге својим ученицима. Дакле подсећа на спремност служења повереном му народу.
|  |  |  |  |  |  |